# Sara Li
Sara Linnea Larsson, född 30 mars 1988 i Ystad, mest känd under artistnamnet Sara Li, är en svensk sångerska, som tidigare var medlem i popgruppen Sheelah (tidigare Caracola). Li medverkade i Melodifestivalen 2012 i uppmärksammat samarbete med Björn Ranelid i deltävling tre med låten Mirakel. Låten tog sig vidare till final i Globen, men slutade där på tionde och sista plats.
I februari 2013 var hon med i SVT:s program Så ska det låta där hon tävlade tillsammans med sångaren Patrik Isaksson.